# Ancien presbytère de Roquefort
L'ancien presbytère est un bâtiment remarquable situé sur la commune de Roquefort, dans le département français des Landes.

## Présentation
La bâtisse est érigée au XVIIIe siècle par le maire royal de Roquefort, président du Syndic Général des Bastilles du Marsan. La commune l'achète en 1849 pour en faire le logement de l'archiprêtre officiant dans l'église Sainte-Marie de Roquefort.
Sa façade est ornée de pierres sculptées en formes de coquilles végétales et de guirlandes à petites feuilles. Un mascaron en pierre représente une tête de femme à la chevelure terminée par de fines fleurs ciselées. Le balcon est fait d'arabesques en fer forgé.